# Пингвины моей мамы
«Пингвины моей мамы» — российский драматический комедийный сериал режиссёра Наталии Мещаниновой.

## Синопсис
Гоша ещё учится в школе, однако уже обладает задатками хорошего стендап комика. Используя свой личный опыт, он делится им во время выступлений в заведениях, благодаря чему собирает толпы смеющихся зрителей. Его родители будто бы не обращают на родного сына никакого внимания, так как заняты воспитанием приёмного ребенка.

## В ролях
- Макар Хлебников — Гоша
- Александра Урсуляк — мать Гоши
- Алексей Агранович — отец Гоши
- Павел Попов — Рома
- Заур Гюльахмедов — Амир
- Ирина Бакина — Соня
- Александр Присмотров-Белов — Игорёк
- Надежда Иванова — Настя
- Виталий Щербина — Олег
- Платон Саввин — Виталик

## Критика
Сергей Ефимов из «Комсомольской Правды» после просмотра трёх эпизодов сериала, отметил, что сериал является «жизнеутверждающей историей». Денис Ступников из InterMedia дал первому эпизоду 6 баллов из 10.
Издания Афиша, KinoArt, Film.ru, Киноафиша, RG и Вокруг.ТВ дали сериалу положительные оценки, похвалив игру актёров и сюжет.

## Награды и номинации
| Год  | Премия/Фестиваль                                | Категория                                        | Номинант(ы)                         | Результат | Примечания |
| ---- | ----------------------------------------------- | ------------------------------------------------ | ----------------------------------- | --------- | ---------- |
| 2021 | Белый слон                                      | Лучший сериал                                    | N/A                                 | Номинация | [ 12 ]     |
| 2022 | Белый слон                                      | Лучший сериал                                    | N/A                                 | Победа    | [ 13 ]     |
| 2022 | Национальная премия в области веб-индустрии     | Лучший саундтрек сериала при поддержке VK Музыки | Три дня дождя (композиция «Демоны») | Победа    | [ 14 ]     |
| 2022 | Премия Ассоциации продюсеров кино и телевидения | Лучший актер второго плана в сериале             | Алексей Агранович                   | Номинация | [ 15 ]     |
| 2022 | Премия Ассоциации продюсеров кино и телевидения | Лучшая актриса второго плана в сериале           | Александра Урсуляк                  | Номинация | [ 15 ]     |
| 2022 | Премия «Золотой орёл»                           | Лучшая женская роль в сериале                    | Александра Урсуляк                  | Победа    | [ 16 ]     |
| 2022 | Премия «Золотой орёл»                           | Лучший сериал онлайн платформ                    | N/A                                 | Номинация | [ 17 ]     |